# 王昌荣
王昌荣（1962年12月—），男，浙江松阳人，中华人民共和国政治人物。中共浙江省委党校研究生学历。曾任中共浙江省委常委、政法委书记，中共台州市委书记，现任浙江省政协副主席。

## 生平
1982年8月参加工作。1988年8月加入中国共产党。曾任丽水地区卫生局副局长，中共云和县委副书记、政法委书记，中共丽水市委秘书长、办公室主任。2009年4月，任中共温州市委常委、组织部部长、市委党校校长。2012年1月，任中共温州市委副书记、政法委书记、农工委书记。2013年3月，任中共浙江省委党校常务副校长、浙江行政学院副院长。2016年1月，任中共台州市委书记。
2017年12月，升任中共浙江省委常委、政法委书记。
2022年1月，当选为浙江省政协副主席。2022年6月，不再担任中共浙江省委常委。